# マーキュリー・スカウト1号
マーキュリー・スカウト1号 (マーキュリー・スカウト1ごう、英: Mercury-Scout 1、以下MS-1とも記述) は、マーキュリー計画の飛行で使用される追跡基地を試験するためのアメリカ合衆国の宇宙機である。有人軌道飛行の準備として、世界的規模で広がるマーキュリー宇宙船の追跡システムを検証するための小衛星を、スカウトロケットを使用して打ち上げるという1961年5月5日に出されたNASAの提案から生じたものだが、1961年11月1日のマーキュリー・スカウト1号の発射は不成功に終わり、衛星の軌道投入には失敗した。
電力は化学電池に蓄えられた1,500キロワット時の電源から供給された.。

## 背景
マーキュリー追跡網とは、マーキュリー宇宙船の飛行経路下に世界中に配置された、アメリカ合衆国が所有し運営する地上基地および追跡船などの一連のものである。宇宙船が地上基地の数百マイル圏内に入ると、HF (短波)、VHF、UHFの電波やCバンド、Sバンドのレーダーなどで音声および遠隔測定の照準内通信をすることができるが、それらの通信パスは地上基地が地平線の彼方に消えるまでの数分間しか行うことができない。マーキュリー宇宙船は短波以外の手段では地上基地と通信ができず、しかもそれは安定度の低いものであった。また1960年代初期の段階では、通信用の静止衛星はまだ存在せず、地上基地はフロリダにあるNASAのマーキュリー管制室とは、地上線や海底ケーブル、場合によっては短波で結ばれていた。
検証用衛星を打ち上げるという構想は、5月24日に承認された。6月13日にはNASAのスペース・タスク・グループが、後にマーキュリー・スカウトとして知られるようになる、改良型のスカウトロケットおよび通信用小型衛星に関する要求を提出した。衛星はマーキュリー宇宙船を模擬し、マーキュリー追跡ネットワークの検証と訓練をできるようにするものであった。
MS-1通信衛星は重量67.5 kgの小さい直方体の形状をしており、箱の内部は2機の指令受信機、2機のミニトラック (Minitrack、米の衛星通信ネットワーク) 電波標識、2機の遠隔中継器、SバンドとCバンドの電波標識、アンテナなどの電子機器で構成されていた。すべての機器は1,500ワット時の電池で電力を供給され、また第4段ロケット切離し用の機器も取りつけられていた。電池は枯渇するまで18½時間にわたって電力を供給でき、また衛星の寿命を延ばすため、最初の3周をした後 (5時間後) に機器類は地上からの指令によって電源を切られることになっていた。電源オフの間にデータ結果が分析され、その後再び電源をオンにし、次の3周 (さらに5時間分) をする。この過程は3回くり返され、マーキュリーの立案者らは電源の入切をすることにより、追跡ネットワークはマーキュリー3回の飛行に匹敵するデータと経験を得ることができると考えていた。
NASAは最初のマーキュリー・スカウトの飛行には、アメリカ空軍のブルー・スカウトII D-8号機を改良して使用することを決定した。空軍はケープカナベラル空軍基地から既にブルー・スカウトロケットを打ち上げており、またこの型のものも同様に発射していた。
マーキュリー・スカウト1号は、10月31日にケープカナベラル空軍基地18番発射台上に準備された。秒読みは正常に進行したがエンジンの点火に失敗し、発射台整備員が点火装置を点検して修理した。飛行は翌日に再試行されたが、発射からわずか2秒後にコントロールが失われ、T+28 (発射から28秒後) に第一段が分解し始め、T+43に射場安全管理官が自爆の指令を送った。失敗の原因は、整備員が誘導システムを誤って逆に配線してしまい、ピッチ (傾き) とロール (回転) の指令信号が混信したことだった。
マーキュリー・スカウト1号の発射が行われたとき、マーキュリー・アトラス4号 (MA-4) がすでに軌道を周回しており、またこの28日後にはマーキュリー・アトラス5号 (MA-5) の飛行が行われた。MA-4とMA-5の成功により、マーキュリー追跡ネットワークは十分に機能することが明らかになったため、NASAは今後のマーキュリー・スカウトの計画を中止した。

## ブルー・スカウトII 諸元
| 諸元      | 第1段                                | 第2段                                     | 第3段                                                | 第4段                                              |
| --------- | ------------------------------------ | ----------------------------------------- | ---------------------------------------------------- | -------------------------------------------------- |
| 総重量    | 10,705 kg                            | 4,424 kg                                  | 1,225 kg                                             | 238 kg                                             |
| 空虚重量  | 1,900 kg                             | 695 kg                                    | 294 kg                                               | 30 kg                                              |
| 推力      | 470 kN                               | 259 kN                                    | 60.5 kN                                              | 12.4 kN                                            |
| 比推力    | 214 s (2.10 kNs/kg)                  | 262 s (2.57 kNs/kg)                       | 256 s (2.51 kNs/kg)                                  | 256 s (2.51 kNs/kg)                                |
| 燃焼時間  | 40 s                                 | 37 s                                      | 39 s                                                 | 38 s                                               |
| 全長      | 9.12 m                               | 6.04 m                                    | 3.38 m                                               | 1.83 m                                             |
| 直径      | 1.01 m                               | 0.79 m                                    | 0.78 m                                               | 0.46 m                                             |
| エンジン: | エアロジェット・ジェネラル アルゴル1 | サイオコール XM33 (TX-354-3) キャスター 2 | アレガニー (Allegany) 弾道研究所 X-254 アンタレス 1A | アレガニー (Allegany) 弾道研究所X-248 アルタイル 1 |
| 燃料      | 固体燃料                             | 固体燃料                                  | 固体燃料                                             | 固体燃料                                           |

- 総全長: 21.65 m
- 尾翼幅: 2.84 m

低軌道投入能力
- 質量: 30 kg
- 軌道: 300 km 地球周回軌道
- 軌道傾斜角: 28.0度
- 遠地点: 2,500 km